# Varputėnų miškas
Varputėnų miškas este o arie protejată (arie specială de conservare — SAC, sit de importanță comunitară — SCI) din Lituania întinsă pe o suprafață de 289 ha, integral pe uscat.

## Localizare
Centrul sitului Varputėnų miškas este situat la coordonatele 55°53′49″N 22°53′30″E / 55.8969°N 22.8917°E.

## Înființare
Situl Varputėnų miškas a fost declarat sit de importanță comunitară în noiembrie 2006 pentru a proteja 1 specie de plante. Situl a fost protejat și ca arie specială de conservare în iunie 2021.

## Biodiversitate
Situată în ecoregiunea boreală, aria protejată conține 5 habitate naturale: Taiga vestică, Păduri fino-scandinave bogate în ierburi cu Picea abies, Păduri de conifere pe eskere fluvioglaciare sau legate la acestea, Păduri caducifoliate de mlaștină fino-scandinave, Păduri aluvionare cu Alnus glutinosa și Fraxinus excelsior (Alno-Padion, Alnion incanae, Salicion albae).
La baza desemnării sitului se află o specie protejată de  plante: dedițelul (Pulsatilla patens).